# Sembiran
Sembiran is een bestuurslaag in het regentschap Buleleng van de provincie Bali, Indonesië. Sembiran telt 5340 inwoners (volkstelling 2010).